# Brithys crini
Brithys crini is een vlinder uit de familie uilen (Noctuidae). De wetenschappelijke naam is voor het eerst geldig gepubliceerd in 1775 door Fabricius.
De soort komt voor in Europa.